# Il punto di vista
Il punto di vista è una commedia in versi, rimasta incompiuta, di Giuseppe Giacosa.
Giacosa scrive nel prologo di voler rappresentare con questo lavoro il conflitto tra l'ideale e il vero, mettendo in scena due personaggi fuori dalla vita reale, il barone Ignazio sempre ottimista e il nipote Marco «mai sazio di finger dappertutto il male». Tuttavia, nel frammento che possiamo leggere, un atto completo e parte del secondo, i due baroni sembrano avere un ruolo minore, mentre l'intreccio è basato principalmente sugli equivoci amorosi che coinvolgono Giorgio, Enrichetta, Silvio e Sofia.

## Trama
L'azione si svolge nel castello di Lercara alla fine del XIX secolo.

### Atto primo
Nel castello del duca di Lercara sono ospiti i baroni Ignazio e Marco Dal-Piano Dell'Elce, zio e nipote. Ignazio vorrebbe trovare una sposa per Marco, affinché non si estingua la casata, ma Marco non intende accasarsi. Nei colloqui tra i due baroni e gli altri personaggi si palesa il difficile carattere di Marco, che non esita a sparlare anche dei suoi amici. Dice per esempio del signor Madera, che spesso lo ospita a cena e che è stato decorato al valor militare, che in realtà stava fuggendo e che, vistosi perduto, si è trovato costretto a combattere e così è divenuto eroe dal «suo punto di vista». Marco insinua anche con Ignazio che la duchessa Enrichetta sia l'amante del cugino marchese Silvio, e sostiene di averli visti insieme.
Al castello giunge poi la giovane Sofia Giuliani, che il duca ha voluto come dama di compagnia per Sofia durante le sue assenze dovute a impegni politici. Al suo arrivo Sofia si mostra sorpresa: in passato ha svolto la stessa funzione in casa della suocera di Enrichetta, poi ha preferito andarsene per motivi che non vuole spiegare, e non sapeva di tornare nella stessa famiglia. Quando il duca la incontra, è chiaro che con Sofia ha una notevole intimità che cerca di nascondere, e Sofia gli chiede di trovare un pretesto per potersene andare.

### Atto secondo
Si fa credere ad Enrichetta che Sofia si sia allontanata in precedenza a causa della trista fama di un padre scioperato di cui si deve occupare ed Enrichetta, commossa, decide che aiuterà Sofia.
Sofia ha subito attirato l'attenzione di Silvio, che tenta di corteggiarla. Marco non manca di farlo notare ad Ignazio, così come aveva immediatamente sottolineato gli atteggiamenti sospetti tra Giorgio e la stessa Sofia. Un altro motivo di discussione tra Ignazio e Marco viene dall'attività politica di Giorgio: Ignazio vorrebbe aiutarlo procurandogli voti per le imminenti elezioni, mentre Marco lo bolla come un cretino che s'illude a buon mercato.
Il frammento del secondo atto si chiude con Enrichetta preoccupata perché è sparito un libro in cui Silvio aveva nascosto dei versi d'amore scritti per lei. Enrichetta, che è lusingata della corte di Silvio ma non la ricambia, ha deciso di rivelarla al marito, ma ora teme che il libro sia caduto nelle mani del servo Clemente, che potrebbe far scoprire in modo inopportuno l'esistenza di quei versi.

## Edizioni
- Giuseppe Giacosa, Teatro. Volume I 2ª edizione, Milano, Mondadori, 1968